# Европско првенство у атлетици у дворани 1974 — 400 метара за жене
Такмичење у дисциплини трчања на 400 метара у женској конкуренцији на 5. Европском првенству у атлетици у дворани 1974. одржано је у дрорни Скандинавијум у  Гетеборгу, Шведска. 9. и 10. марта.
Титулу европске првакиње освојену на Европском првенству у дворани 1973. у Ротердаму није бранила Верона Барнард из Уједињеног Краљевства.

## Земље учеснице
Учествовало је 12 атлетичарки из 6 земаља.
1. Западна Немачка (2)
2. Источна Немачка(3)
3. Југославија (1)
4. Пољска (1)
5. Совјетски Савез (1)
6. Финска (1)
7. Француска (2)
8. Шведска (1)

## Рекорди
| Рекорди пре почетка Европског првенства у дворани 1973. | Рекорди пре почетка Европског првенства у дворани 1973. | Рекорди пре почетка Европског првенства у дворани 1973. | Рекорди пре почетка Европског првенства у дворани 1973. | Рекорди пре почетка Европског првенства у дворани 1973. | Рекорди пре почетка Европског првенства у дворани 1973. |
| ------------------------------------------------------- | ------------------------------------------------------- | ------------------------------------------------------- | ------------------------------------------------------- | ------------------------------------------------------- | ------------------------------------------------------- |
| Светски рекорд                                          | Мерилин Невил                                           | Уједињено Краљевство                                    | 53,01                                                   | Беч, Аустрија                                           | 14. март 1970                                           |
| Европски рекорд                                         | Мерилин Невил                                           | Уједињено Краљевство                                    | 53,01                                                   | Беч, Аустрија                                           | 14. март 1970                                           |
| Рекорди европских првенстава                            | Мерилин Невил                                           | Уједињено Краљевство                                    | 53,01                                                   | Беч, Аустрија                                           | 14. март 1970                                           |
| Рекорди после завршеног Европског првенства 1973.       |                                                         |                                                         |                                                         |                                                         |                                                         |
| Светски рекорд                                          | Надежда Иљина                                           | Совјетски Савез                                         | 52,44                                                   | Гетеборг, Шведска                                       | 14. март 1970                                           |
| Европски рекорд                                         | Надежда Иљина                                           | Совјетски Савез                                         | 52,44                                                   | Гетеборг, Шведска                                       | 14. март 1970                                           |
| Рекорди европских првенстава                            | Надежда Иљина                                           | Совјетски Савез                                         | 52,44                                                   | Гетеборг, Шведска                                       | 14. март 1970                                           |

## Освајачи медаља
|                             |                               |                              |
| Јелица Павличић Југославија | Надежда Иљина Совјетски Савез | Валтрауд Дич Источна Немачка |

## Резултати

### Квалификације
Одржано 9. марта.
У Полуфинале иду по две првопласиране из обе групе (КВ) и 2 на основу постигнтог резултата (кв).
| Пласман | Група | Атлетичарка        | Земља             | Резултат | Белешка |
| ------- | ----- | ------------------ | ----------------- | -------- | ------- |
| 1.      | 2     | Надежда Иљина      | { Совјетски Савез | 53,03    | КВ, НРд |
| 2.      | 3     | Јелица Павличић    | Југославија       | 53,43    | КВ      |
| 3.      | 2     | Ангелика Хант      | Источна Немачка   | 53,48    | КВ      |
| 4.      | 3     | Бригите Роде       | Источна Немачка   | 53.66    | КВ      |
| 5.      | 1     | Валтрауд Дич       | Источна Немачка   | 54.12    | КВ      |
| 6.      | 3     | Кристина Касперчик | Пољска            | 54,17    | ќв'     |
| 7.      | 2     | Ан Ларсон          | Шведска           | 54,20    | ќв'     |
| 8.      | 1     | Ерика Ванштајн     | Западна Немачка   | 54.52    | КВ      |
| 9.      | 1     | Рита Салин         | Финска            | 54,76    |         |
| 10.     | 3     | Никол Дикло        | Француска         | 54,83    |         |
| 11.     | 2     | Бригите Кочелник   | Западна Немачка   | 55,09    |         |
| 12.     | 1     | Елијан Жак         | Француска         | 55,27    |         |

### Полуфинале
Одржано 9. марта.
У финале иду по две првопласиране из обе групе (КВ).
| Пласман | Група | Атлетичарка        | Земља             | Резултат | Белешка      |
| ------- | ----- | ------------------ | ----------------- | -------- | ------------ |
| 1       | 1     | Надежда Иљина      | { Совјетски Савез | 52,44    | КВ. СРд, НРд |
| 2       | 1     | Валтрауд Дич       | Источна Немачка   | 52,77    | КВ, НРд      |
| 3       | 1     | Бригите Роде       | Источна Немачка   | 52,95    |              |
| 4       | 2     | Јелица Павличић    | Југославија       | 53,00    | КВ           |
| 5       | 2     | Ангелика Хант      | Источна Немачка   | 53,05    | КВ           |
| 6       | 2     | Кристина Касперчик | Пољска            | 53,56    |              |
| 7       | 2     | Ан Ларсон          | Шведска           | 54,00    |              |
| 8       | 1     | Ерика Ванштајн     | Западна Немачка   | 55,13    |              |

### Финале
Одржано 10. марта
| Пласман | Атлетичарка     | Земља           | Резултат | Белешка |
| ------- | --------------- | --------------- | -------- | ------- |
|         | Јелица Павличић | Југославија     | 52,64    | НРд     |
|         | Надежда Иљина   | Совјетски Савез | 52,81    |         |
|         | Валтрауд Дич    | Источна Немачка | 52,84    |         |
| 4.      | Ангелика Хант   | Источна Немачка | 53,51    |         |

## Укупни биланс медаља у трци на 400 метара за жене после 5. Европског првенства на отвореном 1970—1974.
|    | Земља                |   |   |   |    |
| -- | -------------------- | - | - | - | -- |
| 1. | Уједињено Краљевство | 2 | 0 | 0 | 2  |
| 2. | Западна Немачка      | 1 | 3 | 1 | 5  |
| 3. | СССР                 | 1 | 1 | 0 | 2  |
| 4. | Југославија          | 1 | 0 | 0 | 1  |
| 5. | Источна Немачка      | 0 | 1 | 2 | 3  |
| 6. | Аустрија             | 0 | 0 | 1 | 1  |
| 6. | Француска            | 0 | 0 | 1 | 1  |
|    | Укупно {7}           | 5 | 5 | 5 | 15 |

|    | Атлетичарка   | Земља           |   |   |   |   |
| -- | ------------- | --------------- | - | - | - | - |
| 1. | Кристел Фрезе | Западна Немачка | 1 | 1 | 0 | 2 |
| 2. | Инге Бединг   | Западна Немачка | 0 | 2 | 0 | 2 |
| 3. | Валтрауд Дич  | Источна Немачка | 0 | 1 | 1 | 2 |